# Le Monument préféré des Français
 (septembre 2015).
Si vous disposez d'ouvrages ou d'articles de référence ou si vous connaissez des sites web de qualité traitant du thème abordé ici, merci de compléter l'article en donnant les références utiles à sa vérifiabilité et en les liant à la section « Notes et références ».
Le Monument préféré des Français est une émission de télévision française produite par Morgane Productions, présentée par Stéphane Bern et diffusée sur France 2, puis sur France 3. Les internautes doivent désigner par un vote en ligne leur monument préféré. Les monuments sont tous des édifices appartenant au patrimoine culturel bâti. Les époques concernées sont très variées, allant de la Préhistoire à l'architecture contemporaine.
Lors de la première saison, à l'été 2014, le programme est proposé suivant deux formats. 20 émissions quotidiennes diffusées en fin d'après-midi présentent six monuments par région métropolitaine, classés par les votes des internautes. Le monument le plus plébiscité de chacune des régions participe à la grande finale en prime time, diffusée le 20 septembre 2014 à l'occasion des Journées européennes du patrimoine. C'est le monastère royal de Brou de Bourg-en-Bresse qui remporte le classement final.
Une deuxième saison est diffusée en septembre 2015. Cette fois, 21 monuments représentant 21 régions métropolitaines sont directement proposés au vote du public, l'épisode concernant le phare du Cap-Ferret, monument sélectionné pour la région Aquitaine, n'étant finalement pas diffusé en raison d'un accident mortel durant le tournage.
Lors de la diffusion de l'édition 2020 du Village préféré des Français, Stéphane Bern a annoncé le retour de l'émission sous le format de quatorze monuments représentants les treize régions de France métropolitaine et un représentant l'ensemble de l'Outre-mer.

## Liste des monuments primés
| Edition | Monument                                                      | Région                  |
| ------- | ------------------------------------------------------------- | ----------------------- |
| 2014    | Monastère royal de Brou                                       | Rhône-Alpes             |
| 2015    | Beffroi d'Arras                                               | Nord-Pas-de-Calais      |
| 2020    | Citadelle et Lion de Belfort                                  | Bourgogne-Franche-Comté |
| 2021    | Place Stanislas                                               | Grand Est               |
| 2022    | Gare transatlantique de Cherbourg et Sous-Marin Le Redoutable | Normandie               |
| 2023    | Château fort de Sedan                                         | Grand Est               |
| 2024    | Circuit des 24 Heures du Mans                                 | Pays-de-la-Loire        |

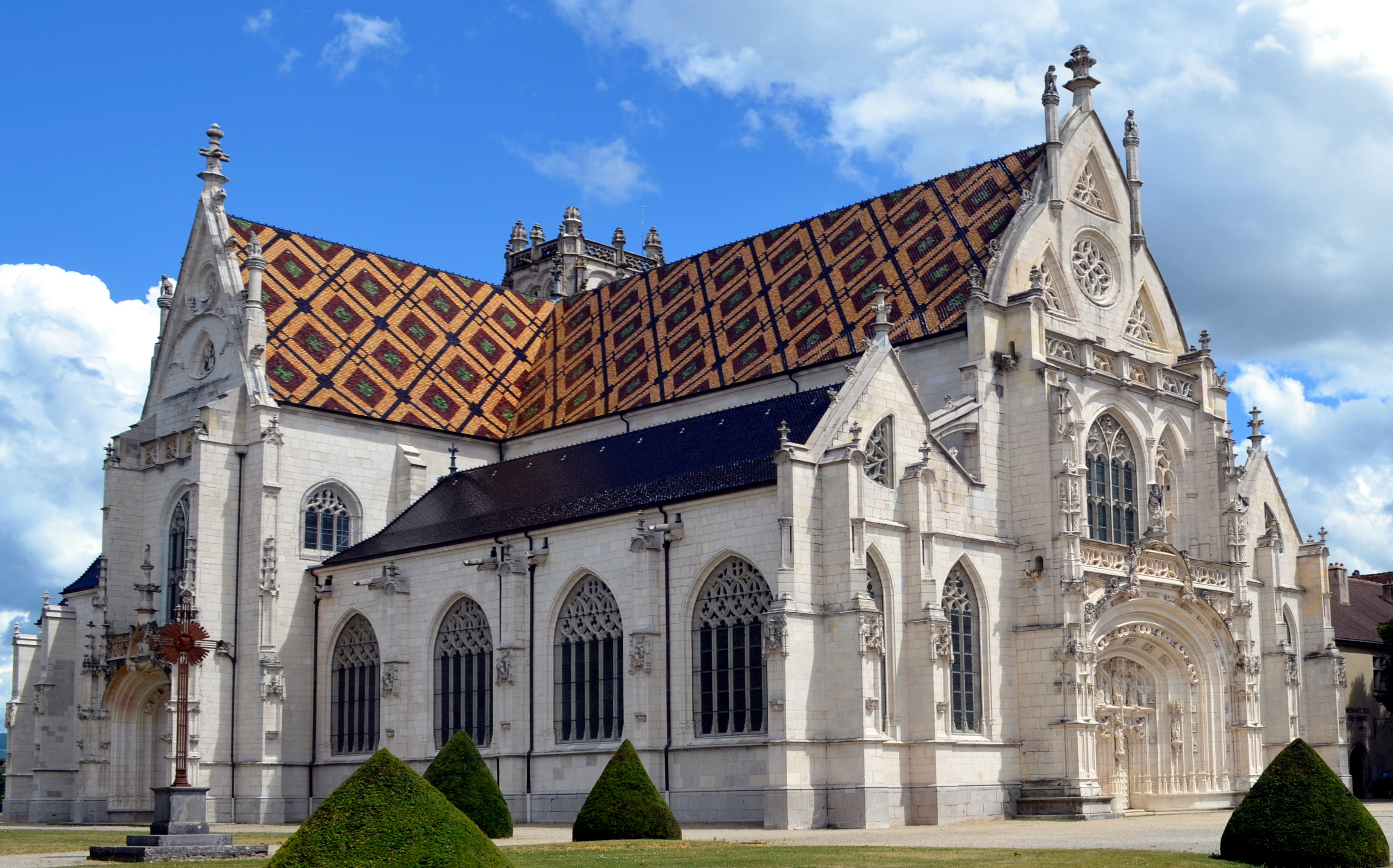
Monastère royal de Brou.
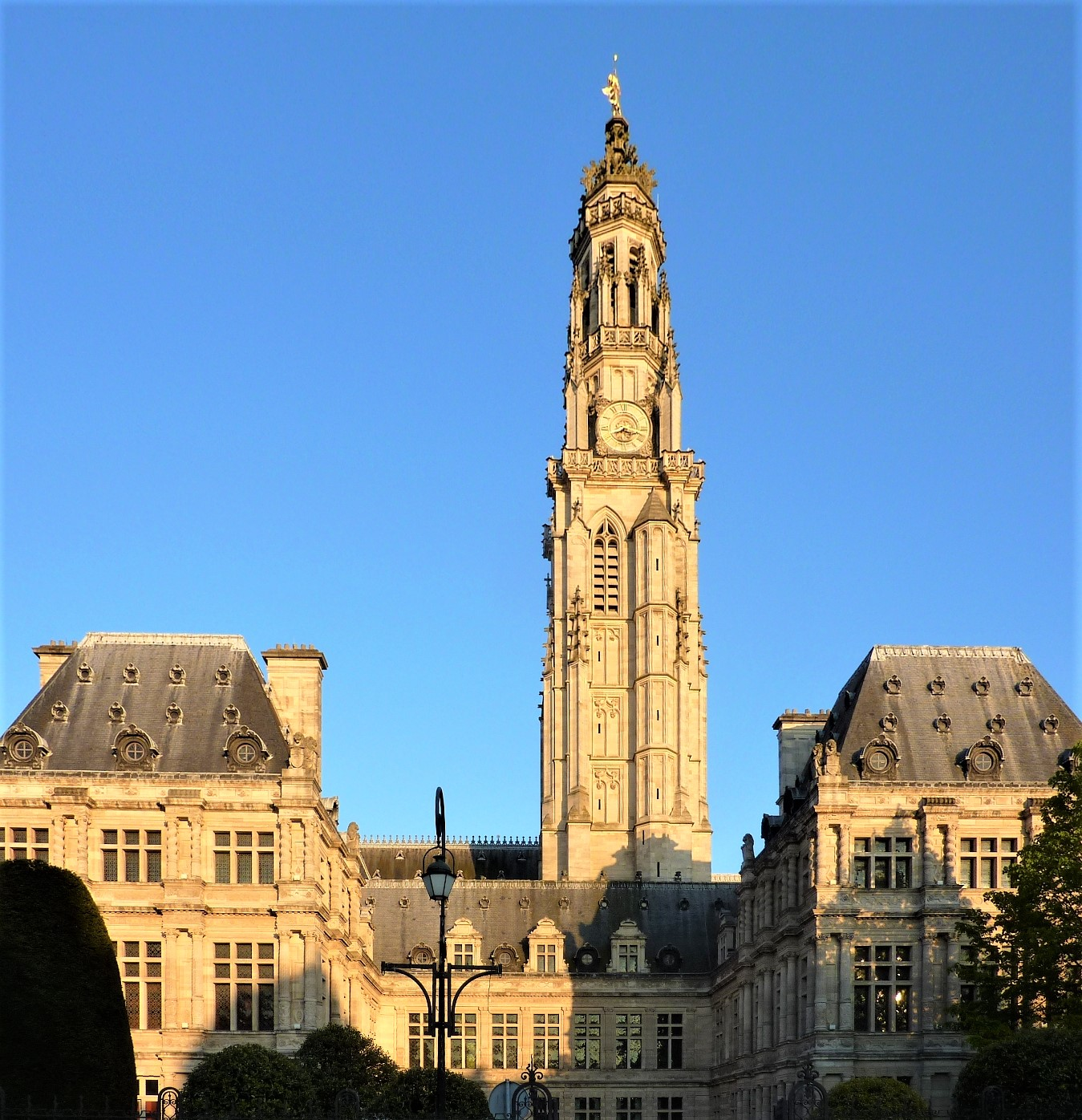
Beffroi d'Arras.
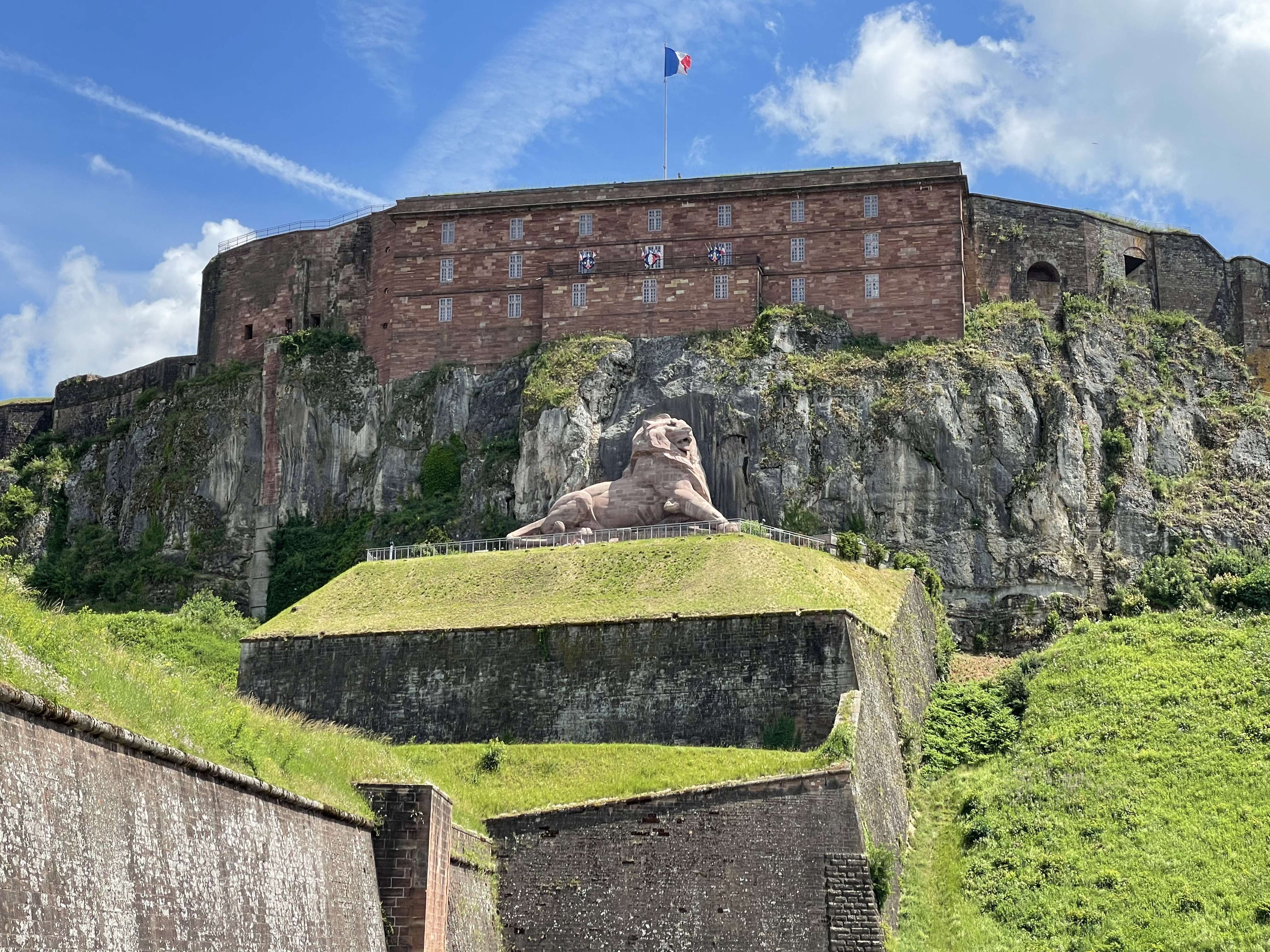
Citadelle et Lion de Belfort.
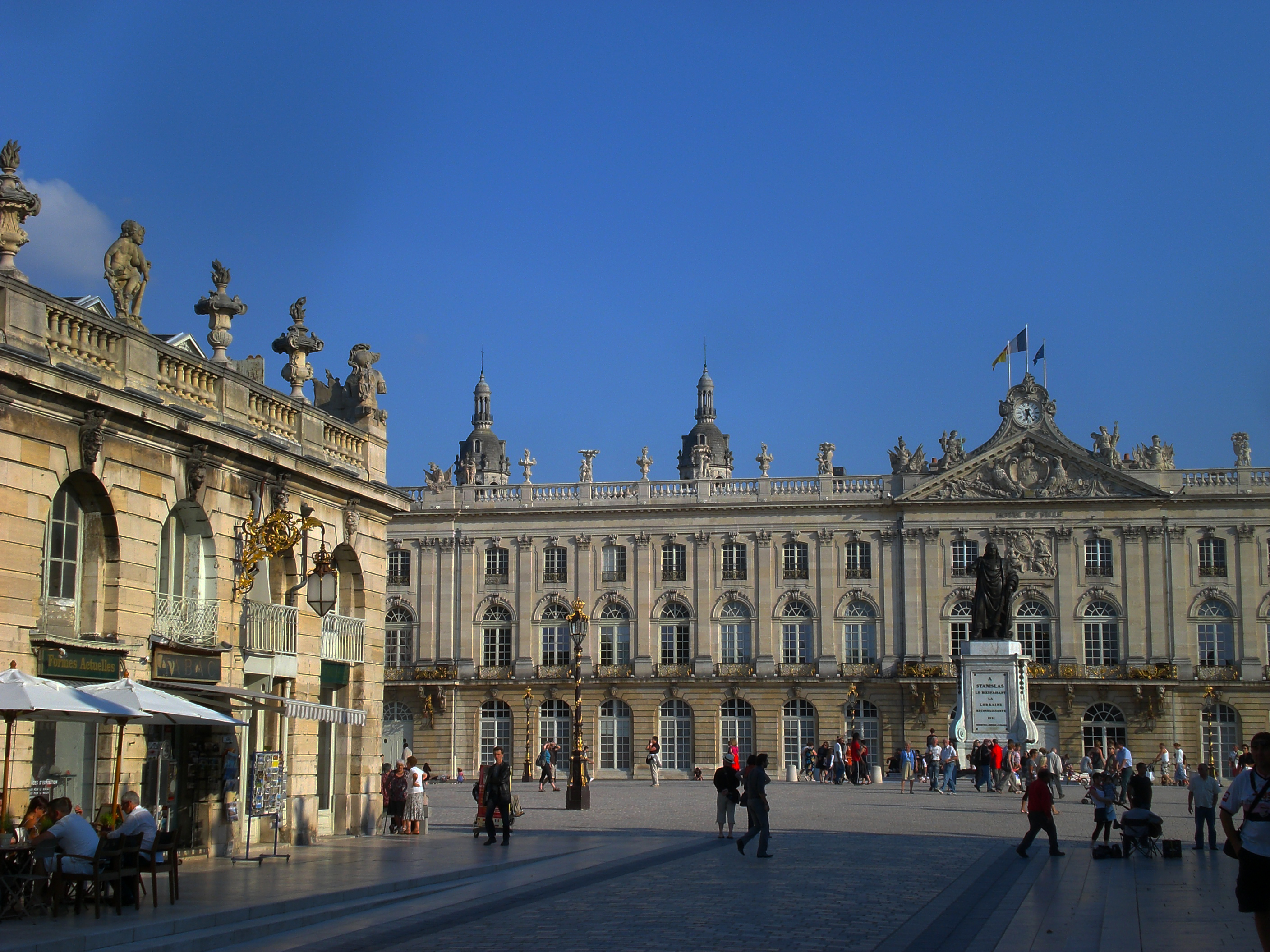
Place Stanislas.
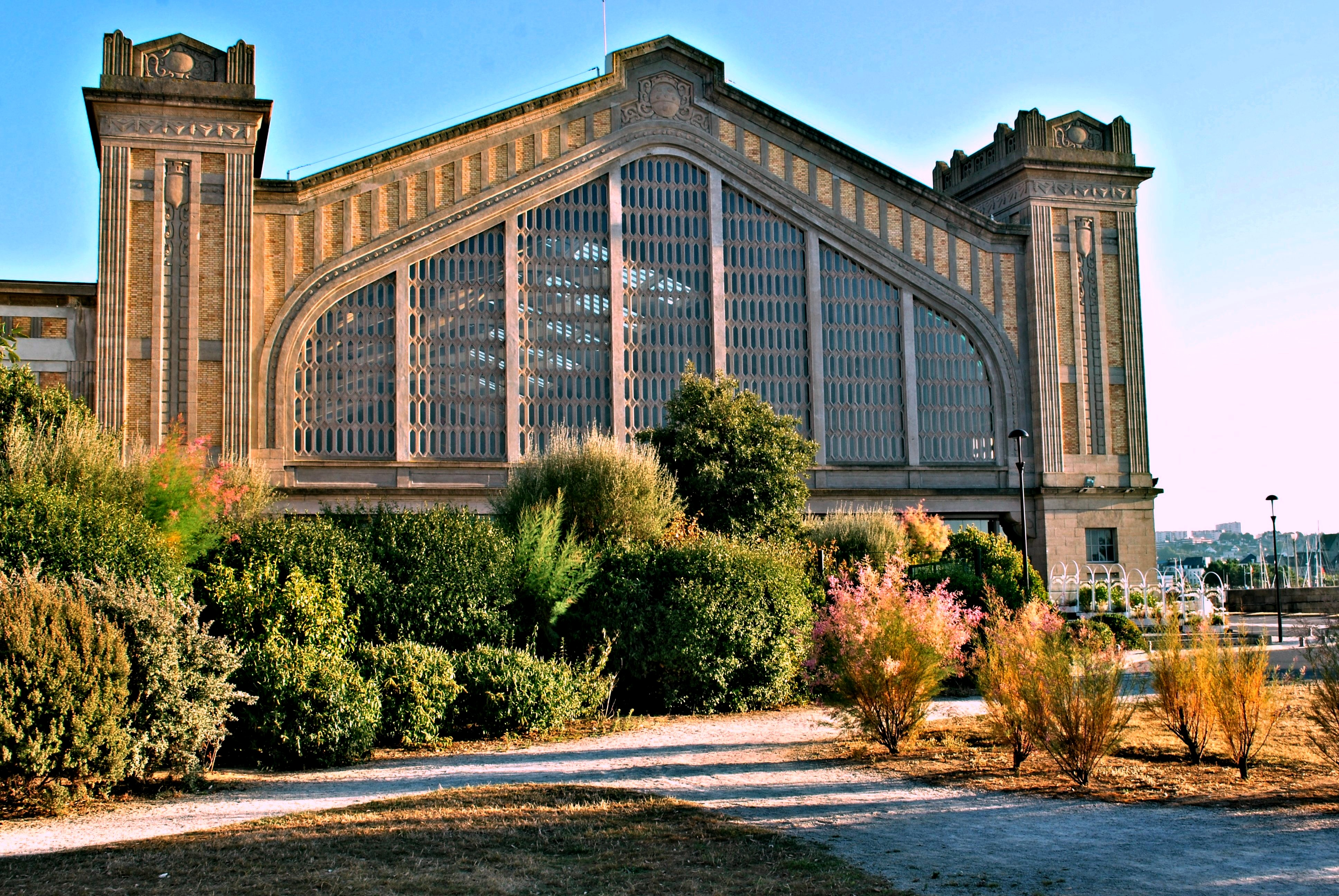
Gare transatlantique de Cherbourg.
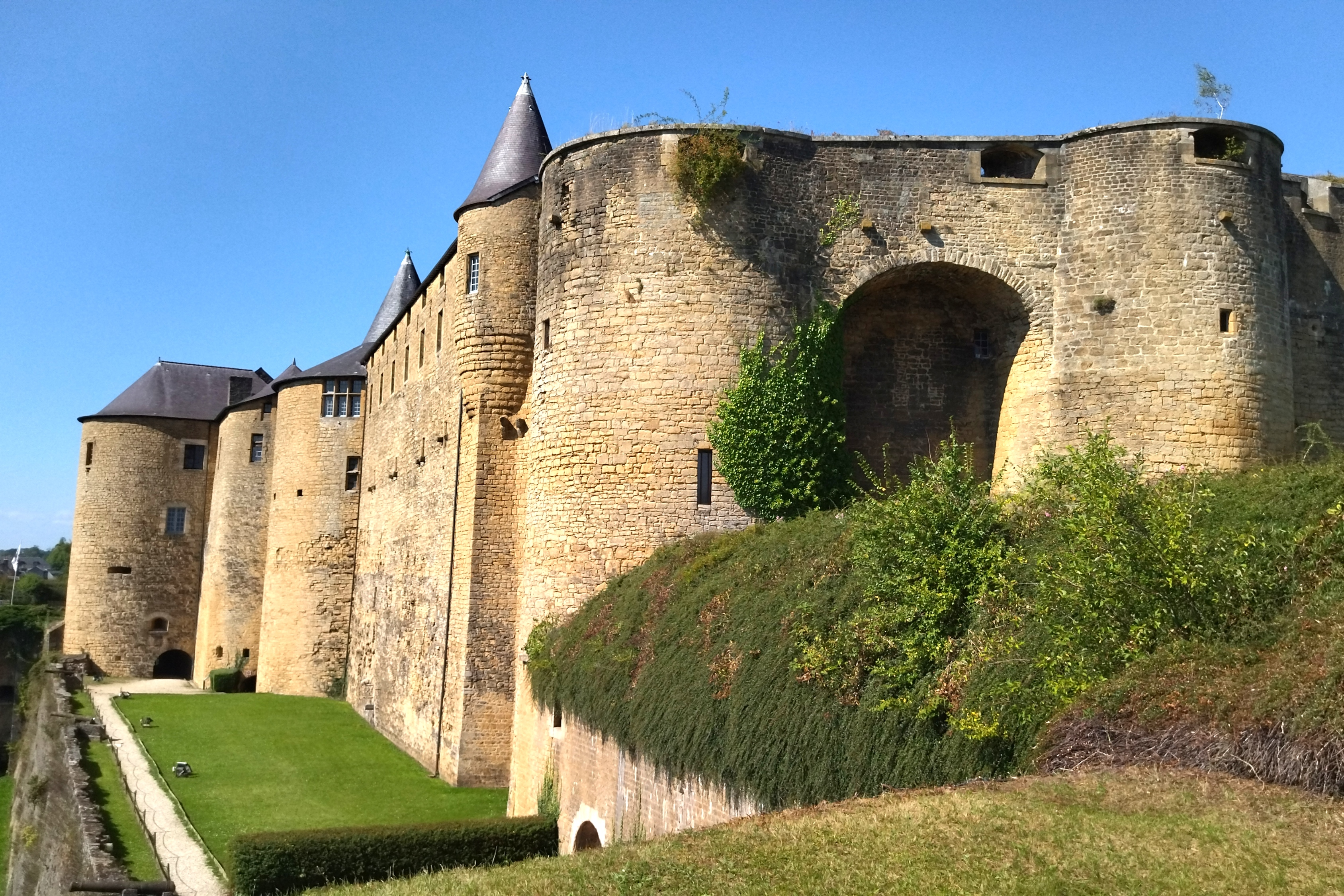
Château-fort de Sedan.
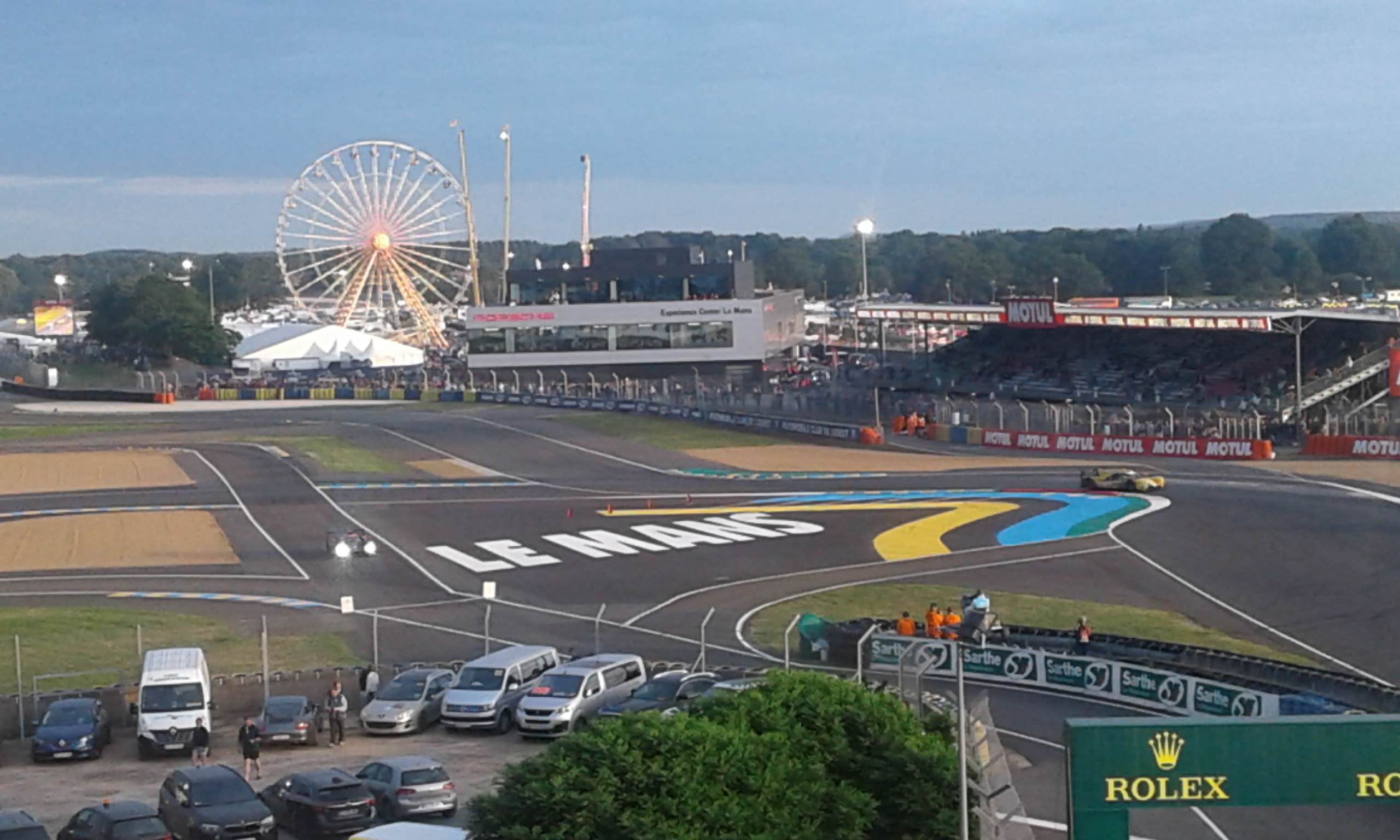
Circuit des 24 Heures du Mans.

À noter que l'agglomération du Puy-en-Velay, en Haute-Loire, possède 2 top 5 « Monuments préférés des Français » avec la chapelle Saint-Michel d'Aiguilhe (élue 4e monument préféré des Français en 2014 et en 2022) et la cathédrale Notre-Dame-de-l'Annonciation du Puy-en-Velay (élue 2e monument préféré des Français en 2015).

## Saison 2014

### Principe
120 monuments sont proposés au vote des internautes (6 par région métropolitaine, exceptions faites de la Corse unie à Provence-Alpes-Côte d’Azur, et de la Lorraine unie à la Franche-Comté). Le résultat induit un classement régional présenté dans des émissions quotidiennes diffusées à 17 h. Le monument préféré de chaque région affronte ses semblables dans une émission en prime time, le classement final émanant du vote initial.

### Classements régionaux
| Alsace La cathédrale de Strasbourg | Alsace La cathédrale de Strasbourg | Alsace La cathédrale de Strasbourg | Alsace La cathédrale de Strasbourg |
| ---------------------------------- | ---------------------------------- | ---------------------------------- | ---------------------------------- |
| N°                                 | Monument                           | Commune                            | Département                        |
| 1                                  | Cathédrale de Strasbourg           | Strasbourg                         | Bas-Rhin                           |
| 2                                  | Château du Haut-Koenigsbourg       | Orschwiller                        | Bas-Rhin                           |
| 3                                  | Manufacture textile de Wesserling  | Husseren-Wesserling                | Haut-Rhin                          |
| 4                                  | Couvent du Mont-Sainte-Odile       | Ottrott                            | Bas-Rhin                           |
| 5                                  | Maison des Têtes de Colmar         | Colmar                             | Haut-Rhin                          |
| 6                                  | Ouvrage de Schœnenbourg            | Hunspach et Ingolsheim             | Bas-Rhin                           |

| Aquitaine Le phare de Cordouan | Aquitaine Le phare de Cordouan | Aquitaine Le phare de Cordouan | Aquitaine Le phare de Cordouan |
| ------------------------------ | ------------------------------ | ------------------------------ | ------------------------------ |
| N°                             | Monument                       | Commune                        | Département                    |
| 1                              | Phare de Cordouan              | Le Verdon-sur-Mer              | Gironde                        |
| 2                              | Grotte de Lascaux              | Montignac                      | Dordogne                       |
| 3                              | Château de Castelnaud          | Castelnaud-la-Chapelle         | Dordogne                       |
| 4                              | Château de Monbazillac         | Monbazillac                    | Dordogne                       |
| 5                              | Grand-théâtre                  | Bordeaux                       | Gironde                        |
| 6                              | Villa Arnaga                   | Cambo-les-Bains                | Pyrénées-Atlantiques           |

| Auvergne La chapelle Saint-Michel d'Aiguilhe | Auvergne La chapelle Saint-Michel d'Aiguilhe | Auvergne La chapelle Saint-Michel d'Aiguilhe | Auvergne La chapelle Saint-Michel d'Aiguilhe |
| -------------------------------------------- | -------------------------------------------- | -------------------------------------------- | -------------------------------------------- |
| N°                                           | Monument                                     | Commune                                      | Département                                  |
| 1                                            | Chapelle Saint-Michel d'Aiguilhe             | Aiguilhe                                     | Haute-Loire                                  |
| 2                                            | Opéra de Vichy                               | Vichy                                        | Allier                                       |
| 3                                            | Viaduc de Garabit                            | Ruynes-en-Margeride                          | Cantal                                       |
| 4                                            | Abbaye de la Chaise-Dieu                     | La Chaise-Dieu                               | Haute-Loire                                  |
| 5                                            | Moulin Richard de Bas                        | Ambert                                       | Puy-de-Dôme                                  |
| 6                                            | Château d'Anjony                             | Tournemire                                   | Cantal                                       |

| Bourgogne Les hospices de Beaune | Bourgogne Les hospices de Beaune | Bourgogne Les hospices de Beaune | Bourgogne Les hospices de Beaune |
| -------------------------------- | -------------------------------- | -------------------------------- | -------------------------------- |
| N°                               | Monument                         | Commune                          | Département                      |
| 1                                | Hôtel-Dieu de Beaune             | Beaune                           | Côte-d'Or                        |
| 2                                | Abbaye de Cluny                  | Cluny                            | Saône-et-Loire                   |
| 3                                | Basilique Sainte-Marie-Madeleine | Vézelay                          | Yonne                            |
| 4                                | Fosse Dionne                     | Tonnerre                         | Yonne                            |
| 5                                | Palais des ducs de Bourgogne     | Dijon                            | Côte-d'Or                        |
| 6                                | Château de Bussy-Rabutin         | Bussy-le-Grand                   | Côte-d'Or                        |

| Bretagne La ville close de Concarneau | Bretagne La ville close de Concarneau | Bretagne La ville close de Concarneau | Bretagne La ville close de Concarneau |
| ------------------------------------- | ------------------------------------- | ------------------------------------- | ------------------------------------- |
| N°                                    | Monument                              | Commune                               | Département                           |
| 1                                     | Ville close de Concarneau             | Concarneau                            | Finistère                             |
| 2                                     | Alignements de Carnac                 | Carnac                                | Morbihan                              |
| 3                                     | Phare d'Eckmühl                       | Penmarch                              | Finistère                             |
| 4                                     | Fort-la-Latte                         | Plévenon                              | Côtes-d'Armor                         |
| 5                                     | Base sous-marine de Lorient           | Lorient                               | Morbihan                              |
| 6                                     | Hôtel Magon                           | Saint-Malo                            | Ille-et-Vilaine                       |

| Centre Château de Chambord | Centre Château de Chambord | Centre Château de Chambord       | Centre Château de Chambord |
| -------------------------- | -------------------------- | -------------------------------- | -------------------------- |
| N°                         | Monument                   | Commune                          | Département                |
| 1                          | Château de Chambord        | Chambord                         | Loir-et-Cher               |
| 2                          | Château d'Azay-le-Rideau   | Azay-le-Rideau                   | Indre-et-Loire             |
| 3                          | Pont-canal de Briare       | Briare et Saint-Firmin-sur-Loire | Loiret                     |
| 4                          | Palais Jacques-Cœur        | Bourges                          | Cher                       |
| 5                          | Cathédrale Notre-Dame      | Chartres                         | Eure-et-Loir               |
| 6                          | Château d'Amboise          | Amboise                          | Indre-et-Loire             |

| Champagne-Ardenne La cathédrale de Reims | Champagne-Ardenne La cathédrale de Reims | Champagne-Ardenne La cathédrale de Reims | Champagne-Ardenne La cathédrale de Reims |
| ---------------------------------------- | ---------------------------------------- | ---------------------------------------- | ---------------------------------------- |
| N°                                       | Monument                                 | Commune                                  | Département                              |
| 1                                        | Cathédrale de Reims                      | Reims                                    | Marne                                    |
| 2                                        | Château de Sedan                         | Sedan                                    | Ardennes                                 |
| 3                                        | Remparts de Langres                      | Langres                                  | Haute-Marne                              |
| 4                                        | Place Ducale                             | Charleville-Mézières                     | Ardennes                                 |
| 5                                        | Abbaye de Clairvaux                      | Ville-sous-la-Ferté                      | Aube                                     |
| 6                                        | Crayères de Reims                        | Reims                                    | Marne                                    |

| Corse La citadelle de Bonifacio | Corse La citadelle de Bonifacio | Corse La citadelle de Bonifacio | Corse La citadelle de Bonifacio |
| ------------------------------- | ------------------------------- | ------------------------------- | ------------------------------- |
| N°                              | Monument                        | Commune                         | Département                     |
| 1                               | Citadelle de Bonifacio          | Bonifacio                       | Corse-du-Sud                    |
| 2                               | Maison Bonaparte                | Ajaccio                         | Corse-du-Sud                    |

| Franche-Comté La citadelle de Besançon | Franche-Comté La citadelle de Besançon | Franche-Comté La citadelle de Besançon | Franche-Comté La citadelle de Besançon |
| -------------------------------------- | -------------------------------------- | -------------------------------------- | -------------------------------------- |
| N°                                     | Monument                               | Commune                                | Département                            |
| 1                                      | Citadelle de Besançon                  | Besançon                               | Doubs                                  |
| 2                                      | Saline royale d'Arc-et-Senans          | Arc-et-Senans                          | Doubs                                  |
| 3                                      | Fort de Joux                           | La Cluse-et-Mijoux                     | Doubs                                  |

| Île-de-France Le château de Versailles | Île-de-France Le château de Versailles | Île-de-France Le château de Versailles | Île-de-France Le château de Versailles |
| -------------------------------------- | -------------------------------------- | -------------------------------------- | -------------------------------------- |
| N°                                     | Monument                               | Commune                                | Département                            |
| 1                                      | Château de Versailles                  | Versailles                             | Yvelines                               |
| 2                                      | Tour Eiffel                            | Paris                                  | Paris                                  |
| 3                                      | Opéra Garnier                          | Paris                                  | Paris                                  |
| 4                                      | Basilique du Sacré-Cœur de Montmartre  | Paris                                  | Paris                                  |
| 5                                      | Cathédrale Notre-Dame                  | Paris                                  | Paris                                  |
| 6                                      | Musée du Louvre                        | Paris                                  | Paris                                  |

| Languedoc-Roussillon La cité de Carcassonne | Languedoc-Roussillon La cité de Carcassonne | Languedoc-Roussillon La cité de Carcassonne | Languedoc-Roussillon La cité de Carcassonne |
| ------------------------------------------- | ------------------------------------------- | ------------------------------------------- | ------------------------------------------- |
| N°                                          | Monument                                    | Commune                                     | Département                                 |
| 1                                           | Cité médiévale de Carcassonne               | Carcassonne                                 | Aude                                        |
| 2                                           | Pont du Gard                                | Vers-Pont-du-Gard                           | Gard                                        |
| 3                                           | Arènes de Nîmes                             | Nîmes                                       | Gard                                        |
| 4                                           | Écluses de Fonserannes                      | Béziers                                     | Hérault                                     |
| 5                                           | Abbaye Saint-Martin-du-Canigou              | Casteil                                     | Pyrénées-Orientales                         |
| 6                                           | Remparts d'Aigues-Mortes                    | Aigues-Mortes                               | Gard                                        |

| Limousin La gare de Limoges | Limousin La gare de Limoges | Limousin La gare de Limoges | Limousin La gare de Limoges |
| --------------------------- | --------------------------- | --------------------------- | --------------------------- |
| N°                          | Monument                    | Commune                     | Département                 |
| 1                           | Gare de Limoges             | Limoges                     | Haute-Vienne                |
| 2                           | Moulin du Got               | Saint-Léonard-de-Noblat     | Haute-Vienne                |
| 3                           | Château de Rochechouart     | Rochechouart                | Haute-Vienne                |
| 4                           | Abbaye d'Aubazine           | Aubazine                    | Corrèze                     |
| 5                           | Château de Bonneval         | Coussac-Bonneval            | Haute-Vienne                |
| 6                           | Château de Boussac          | Boussac                     | Creuse                      |

| Lorraine La place Stanislas | Lorraine La place Stanislas     | Lorraine La place Stanislas | Lorraine La place Stanislas |
| --------------------------- | ------------------------------- | --------------------------- | --------------------------- |
| N°                          | Monument                        | Commune                     | Département                 |
| 1                           | Place Stanislas                 | Nancy                       | Meurthe-et-Moselle          |
| 2                           | Gare de Metz                    | Metz                        | Moselle                     |
| 3                           | Citadelle souterraine de Verdun | Verdun                      | Meuse                       |

| Midi-Pyrénées La cité de Rocamadour | Midi-Pyrénées La cité de Rocamadour | Midi-Pyrénées La cité de Rocamadour | Midi-Pyrénées La cité de Rocamadour |
| ----------------------------------- | ----------------------------------- | ----------------------------------- | ----------------------------------- |
| N°                                  | Monument                            | Commune                             | Département                         |
| 1                                   | Cité religieuse de Rocamadour       | Rocamadour                          | Lot                                 |
| 2                                   | Pont Valentré                       | Cahors                              | Lot                                 |
| 3                                   | Sanctuaires de Lourdes              | Lourdes                             | Hautes-Pyrénées                     |
| 4                                   | Palais de la Berbie                 | Albi                                | Tarn                                |
| 5                                   | Grotte de Pech Merle                | Cabrerets                           | Lot                                 |
| 6                                   | Château de Foix                     | Foix                                | Ariège                              |

| Nord-Pas-de-Calais La Piscine de Roubaix | Nord-Pas-de-Calais La Piscine de Roubaix | Nord-Pas-de-Calais La Piscine de Roubaix | Nord-Pas-de-Calais La Piscine de Roubaix |
| ---------------------------------------- | ---------------------------------------- | ---------------------------------------- | ---------------------------------------- |
| N°                                       | Monument                                 | Commune                                  | Département                              |
| 1                                        | La Piscine de Roubaix                    | Roubaix                                  | Nord                                     |
| 2                                        | Beffroi de Béthune                       | Béthune                                  | Pas-de-Calais                            |
| 3                                        | Chartreuse de Neuville                   | Neuville-sous-Montreuil                  | Pas-de-Calais                            |
| 4                                        | Coupole d'Helfaut                        | Helfaut                                  | Pas-de-Calais                            |
| 5                                        | Centre historique minier de Lewarde      | Lewarde                                  | Nord                                     |
| 6                                        | Vieille Bourse                           | Lille                                    | Nord                                     |

| Basse-Normandie L'abbaye du Mont-Saint-Michel | Basse-Normandie L'abbaye du Mont-Saint-Michel | Basse-Normandie L'abbaye du Mont-Saint-Michel | Basse-Normandie L'abbaye du Mont-Saint-Michel |
| --------------------------------------------- | --------------------------------------------- | --------------------------------------------- | --------------------------------------------- |
| N°                                            | Monument                                      | Commune                                       | Département                                   |
| 1                                             | Abbaye du Mont-Saint-Michel                   | Le Mont-Saint-Michel                          | Manche                                        |
| 2                                             | Haras national du Pin                         | Le Pin-au-Haras                               | Orne                                          |
| 3                                             | Basilique Sainte-Thérèse de Lisieux           | Lisieux                                       | Calvados                                      |
| 4                                             | Mémorial de Caen                              | Caen                                          | Calvados                                      |
| 5                                             | Château de Carrouges                          | Carrouges                                     | Orne                                          |
| 6                                             | Villa Strassburger                            | Deauville                                     | Calvados                                      |

| Haute-Normandie Le Palais Bénédictine | Haute-Normandie Le Palais Bénédictine | Haute-Normandie Le Palais Bénédictine | Haute-Normandie Le Palais Bénédictine |
| ------------------------------------- | ------------------------------------- | ------------------------------------- | ------------------------------------- |
| N°                                    | Monument                              | Commune                               | Département                           |
| 1                                     | Palais Bénédictine                    | Fécamp                                | Seine-Maritime                        |
| 2                                     | Maison de l'armateur                  | Le Havre                              | Seine-Maritime                        |
| 3                                     | Cathédrale Notre-Dame                 | Rouen                                 | Seine-Maritime                        |
| 4                                     | Chêne d'Allouville                    | Allouville-Bellefosse                 | Seine-Maritime                        |
| 5                                     | Château du Champ de Bataille          | Le Neubourg                           | Eure                                  |
| 6                                     | Château de Beaumesnil                 | Beaumesnil                            | Eure                                  |

| Pays de la Loire Le château des Ducs de Bretagne | Pays de la Loire Le château des Ducs de Bretagne | Pays de la Loire Le château des Ducs de Bretagne | Pays de la Loire Le château des Ducs de Bretagne |
| ------------------------------------------------ | ------------------------------------------------ | ------------------------------------------------ | ------------------------------------------------ |
| N°                                               | Monument                                         | Commune                                          | Département                                      |
| 1                                                | Château des ducs de Bretagne                     | Nantes                                           | Loire-Atlantique                                 |
| 2                                                | Abbaye de Fontevraud                             | Fontevraud-l'Abbaye                              | Maine-et-Loire                                   |
| 3                                                | Cathédrale Saint-Julien du Mans                  | Le Mans                                          | Sarthe                                           |
| 4                                                | Troglodytes de Doué                              | Doué-la-Fontaine                                 | Maine-et-Loire                                   |
| 5                                                | Château d'Angers                                 | Angers                                           | Maine-et-Loire                                   |
| 6                                                | Château de Tiffauges                             | Tiffauges                                        | Vendée                                           |

| Picardie Le domaine de Chantilly | Picardie Le domaine de Chantilly | Picardie Le domaine de Chantilly | Picardie Le domaine de Chantilly |
| -------------------------------- | -------------------------------- | -------------------------------- | -------------------------------- |
| N°                               | Monument                         | Commune                          | Département                      |
| 1                                | Domaine de Chantilly             | Chantilly                        | Oise                             |
| 2                                | Cathédrale Notre-Dame d'Amiens   | Amiens                           | Somme                            |
| 3                                | Château de Pierrefonds           | Pierrefonds                      | Oise                             |
| 4                                | Familistère de Guise             | Guise                            | Aisne                            |
| 5                                | Cité souterraine de Naours       | Naours                           | Somme                            |
| 6                                | Abbaye de Valloires              | Argoules                         | Somme                            |

| Poitou-Charentes Tours du vieux-port de La Rochelle | Poitou-Charentes Tours du vieux-port de La Rochelle | Poitou-Charentes Tours du vieux-port de La Rochelle | Poitou-Charentes Tours du vieux-port de La Rochelle |
| --------------------------------------------------- | --------------------------------------------------- | --------------------------------------------------- | --------------------------------------------------- |
| N°                                                  | Monument                                            | Commune                                             | Département                                         |
| 1                                                   | Tours du vieux-port                                 | La Rochelle                                         | Charente-Maritime                                   |
| 2                                                   | Corderie royale                                     | Rochefort                                           | Charente-Maritime                                   |
| 3                                                   | Pont transbordeur de Rochefort                      | Rochefort                                           | Charente-Maritime                                   |
| 4                                                   | Église monolithe d'Aubeterre                        | Aubeterre-sur-Dronne                                | Charente                                            |
| 5                                                   | Château de Cognac                                   | Cognac                                              | Charente                                            |
| 6                                                   | Cathédrale Saint-Pierre                             | Poitiers                                            | Vienne                                              |

| Provence-Alpes-Côte d'Azur Le palais des papes d'Avignon | Provence-Alpes-Côte d'Azur Le palais des papes d'Avignon | Provence-Alpes-Côte d'Azur Le palais des papes d'Avignon | Provence-Alpes-Côte d'Azur Le palais des papes d'Avignon |
| -------------------------------------------------------- | -------------------------------------------------------- | -------------------------------------------------------- | -------------------------------------------------------- |
| N°                                                       | Monument                                                 | Commune                                                  | Département                                              |
| 1                                                        | Palais des papes                                         | Avignon                                                  | Vaucluse                                                 |
| 2                                                        | Théâtre antique d'Orange                                 | Orange                                                   | Vaucluse                                                 |
| 3                                                        | Château d'If                                             | Marseille                                                | Bouches-du-Rhône                                         |
| 4                                                        | Villa Kérylos                                            | Beaulieu-sur-Mer                                         | Alpes-Maritimes                                          |

| Rhône-Alpes Le monastère royal de Brou | Rhône-Alpes Le monastère royal de Brou | Rhône-Alpes Le monastère royal de Brou | Rhône-Alpes Le monastère royal de Brou |
| -------------------------------------- | -------------------------------------- | -------------------------------------- | -------------------------------------- |
| N°                                     | Monument                               | Commune                                | Département                            |
| 1                                      | Monastère royal de Brou                | Bourg-en-Bresse                        | Ain                                    |
| 2                                      | Château de Grignan                     | Grignan                                | Drôme                                  |
| 3                                      | Basilique Notre-Dame de Fourvière      | Lyon                                   | Rhône                                  |
| 4                                      | Château de Vizille                     | Vizille                                | Isère                                  |
| 5                                      | Traboules de Lyon                      | Lyon                                   | Rhône                                  |
| 6                                      | Palais idéal du facteur Cheval         | Hauterives                             | Drôme                                  |

### Classement final 2014
- Voici le classement des 22 monuments préférés des Français

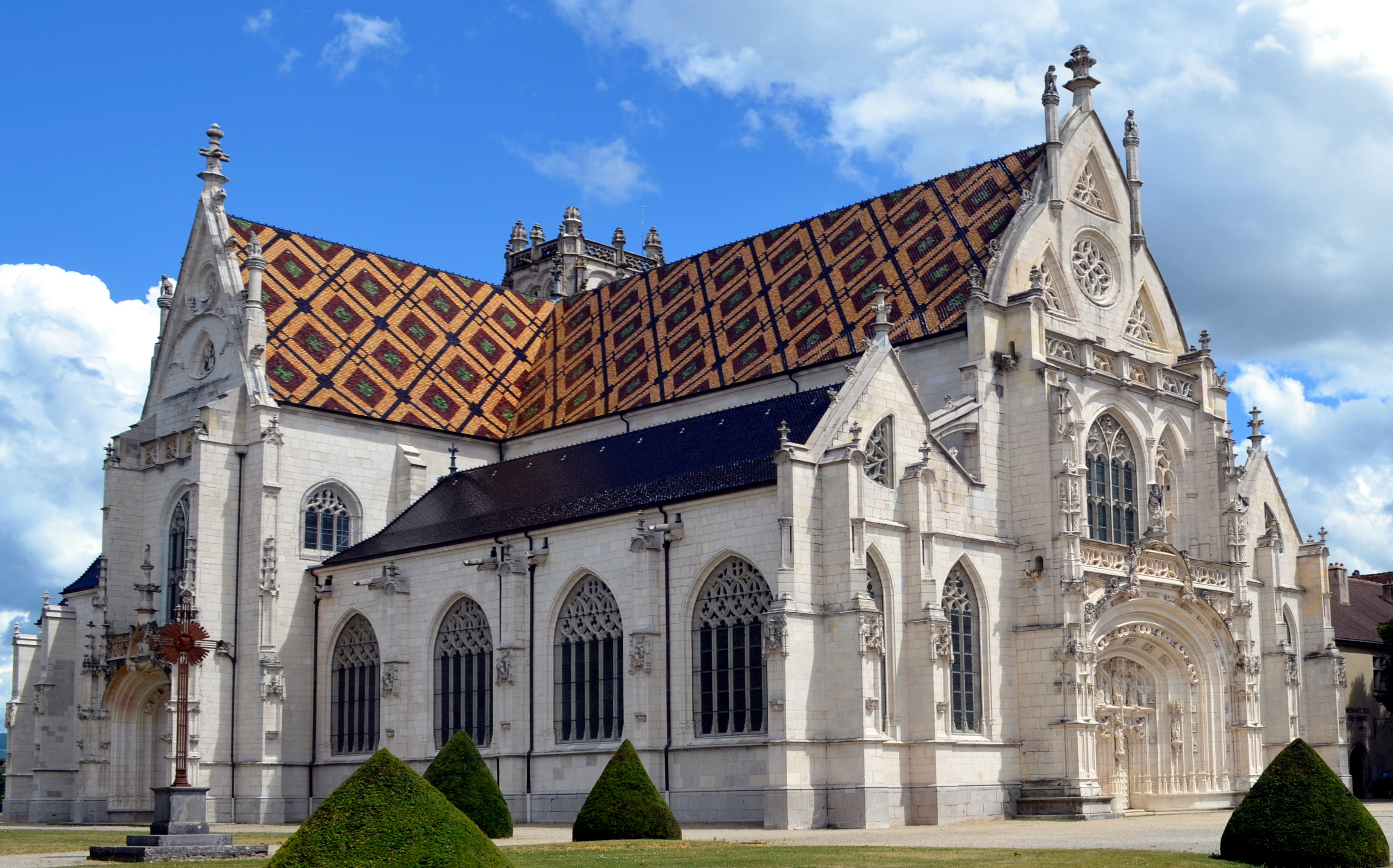
Monastère de Brou.

| N° | Monument                           | Commune              | Département        | Région                     |
| -- | ---------------------------------- | -------------------- | ------------------ | -------------------------- |
| 1  | Monastère royal de Brou            | Bourg-en-Bresse      | Ain                | Rhône-Alpes                |
| 2  | Cathédrale de Strasbourg           | Strasbourg           | Bas-Rhin           | Alsace                     |
| 3  | Place Stanislas                    | Nancy                | Meurthe-et-Moselle | Lorraine                   |
| 4  | Chapelle Saint-Michel d'Aiguilhe   | Aiguilhe             | Haute-Loire        | Auvergne                   |
| 5  | Cité médiévale de Carcassonne      | Carcassonne          | Aude               | Languedoc-Roussillon       |
| 6  | Ville close de Concarneau          | Concarneau           | Finistère          | Bretagne                   |
| 7  | Piscine de Roubaix                 | Roubaix              | Nord               | Nord-Pas-de-Calais         |
| 8  | Abbaye du Mont-Saint-Michel        | Le Mont-Saint-Michel | Manche             | Basse-Normandie            |
| 9  | Palais des Papes                   | Avignon              | Vaucluse           | Provence-Alpes-Côte d'Azur |
| 10 | Château des ducs de Bretagne       | Nantes               | Loire-Atlantique   | Pays de la Loire           |
| 11 | Château de Chambord                | Chambord             | Loir-et-Cher       | Centre                     |
| 12 | Citadelle de Bonifacio             | Bonifacio            | Corse-du-Sud       | Corse                      |
| 13 | Cité religieuse de Rocamadour      | Rocamadour           | Lot                | Midi-Pyrénées              |
| 14 | Château de Versailles              | Versailles           | Yvelines           | Île-de-France              |
| 15 | Citadelle de Besançon              | Besançon             | Doubs              | Franche-Comté              |
| 16 | Cathédrale de Reims                | Reims                | Marne              | Champagne-Ardenne          |
| 17 | Phare de Cordouan                  | Le Verdon-sur-Mer    | Gironde            | Aquitaine                  |
| 18 | Tours du vieux-port de La Rochelle | La Rochelle          | Charente-Maritime  | Poitou-Charentes           |
| 19 | Hôtel-Dieu de Beaune               | Beaune               | Côte-d'Or          | Bourgogne                  |
| 20 | Domaine de Chantilly               | Chantilly            | Oise               | Picardie                   |
| 21 | Palais Bénédictine                 | Fécamp               | Seine-Maritime     | Haute-Normandie            |
| 22 | Gare de Limoges                    | Limoges              | Haute-Vienne       | Limousin                   |

## Saison 2015

### Principe
Pour la saison, le programme est allégé autour d'un monument par région métropolitaine, soit 22 monuments.
Un accident mortel survenu pendant le tournage au phare du Cap-Ferret, en région Aquitaine, incite à l'annulation de la diffusion de l'épisode en question.
Seuls 21 monuments sont donc finalement proposés au vote des internautes.

### Classement final 2015

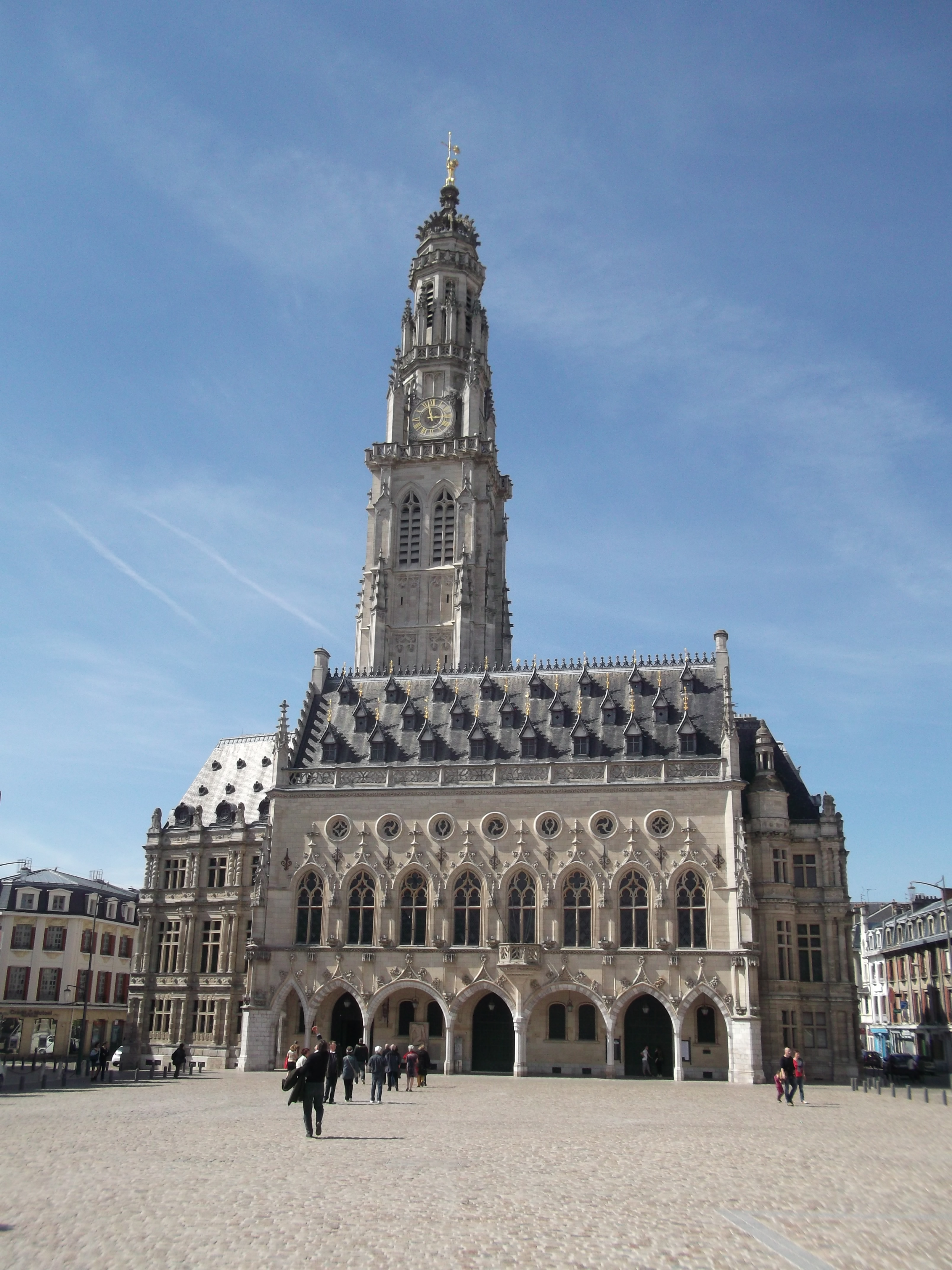
Le beffroi d'Arras.

| N° | Monument                                                | Commune                              | Département       | Région                     |
| -- | ------------------------------------------------------- | ------------------------------------ | ----------------- | -------------------------- |
| 1  | Beffroi d'Arras                                         | Arras                                | Pas-de-Calais     | Nord-Pas-de-Calais         |
| 2  | Cathédrale Notre-Dame-de-l'Annonciation du Puy-en-Velay | Le Puy-en-Velay                      | Haute-Loire       | Auvergne                   |
| 3  | Gare transatlantique de Cherbourg                       | Cherbourg-Octeville                  | Manche            | Basse-Normandie            |
| 4  | Remparts de Saint-Malo                                  | Saint-Malo                           | Ille-et-Vilaine   | Bretagne                   |
| 5  | Basilique Notre-Dame-de-la-Garde                        | Marseille                            | Bouches-du-Rhône  | Provence-Alpes-Côte d'Azur |
| 6  | Viaduc de Millau                                        | Creissels, Millau                    | Aveyron           | Midi-Pyrénées              |
| 7  | Château d'Ussé                                          | Rigny-Ussé                           | Indre-et-Loire    | Centre-Val de Loire        |
| 8  | Château de Bazoches                                     | Bazoches                             | Nièvre            | Bourgogne                  |
| 9  | Moulin de la Blies - Musée des techniques faïencières   | Sarreguemines                        | Moselle           | Lorraine                   |
| 10 | Haras national de Pompadour                             | Arnac-Pompadour                      | Corrèze           | Limousin                   |
| 11 | Mémorial Charles-de-Gaulle                              | Colombey-les-Deux-Églises            | Haute-Marne       | Champagne-Ardenne          |
| 12 | Abbaye de Jumièges                                      | Jumièges                             | Seine-Maritime    | Haute-Normandie            |
| 13 | Passage Pommeraye                                       | Nantes                               | Loire-Atlantique  | Pays de la Loire           |
| 14 | Caverne du Pont-d'Arc                                   | Vallon-Pont-d'Arc                    | Ardèche           | Rhône-Alpes                |
| 15 | Chapelle Notre-Dame-du-Haut                             | Ronchamp                             | Haute-Saône       | Franche-Comté              |
| 16 | Citadelle de Calvi                                      | Calvi                                | Haute-Corse       | Corse                      |
| 17 | Place forte de Brouage                                  | Hiers-Brouage                        | Charente-Maritime | Poitou-Charentes           |
| 18 | Somme II                                                | Saint-Valery-sur-Somme               | Somme             | Picardie                   |
| 19 | Palais Rohan                                            | Strasbourg                           | Bas-Rhin          | Alsace                     |
| 20 | Canal de la Robine                                      | Gruissan, Narbonne, Port-la-Nouvelle | Aude              | Languedoc-Roussillon       |
| 21 | Hôtel des Invalides                                     | Paris                                | Paris             | Île-de-France              |
| -- | Phare du Cap-Ferret                                     | Lège-Cap-Ferret                      | Gironde           | Aquitaine                  |

## Saison 2020

### Principe
Pour la saison, le programme est allégé autour d'un monument par région métropolitaine, soit 14 monuments (depuis la réforme territoriale sur les régions).

### Classement final 2020

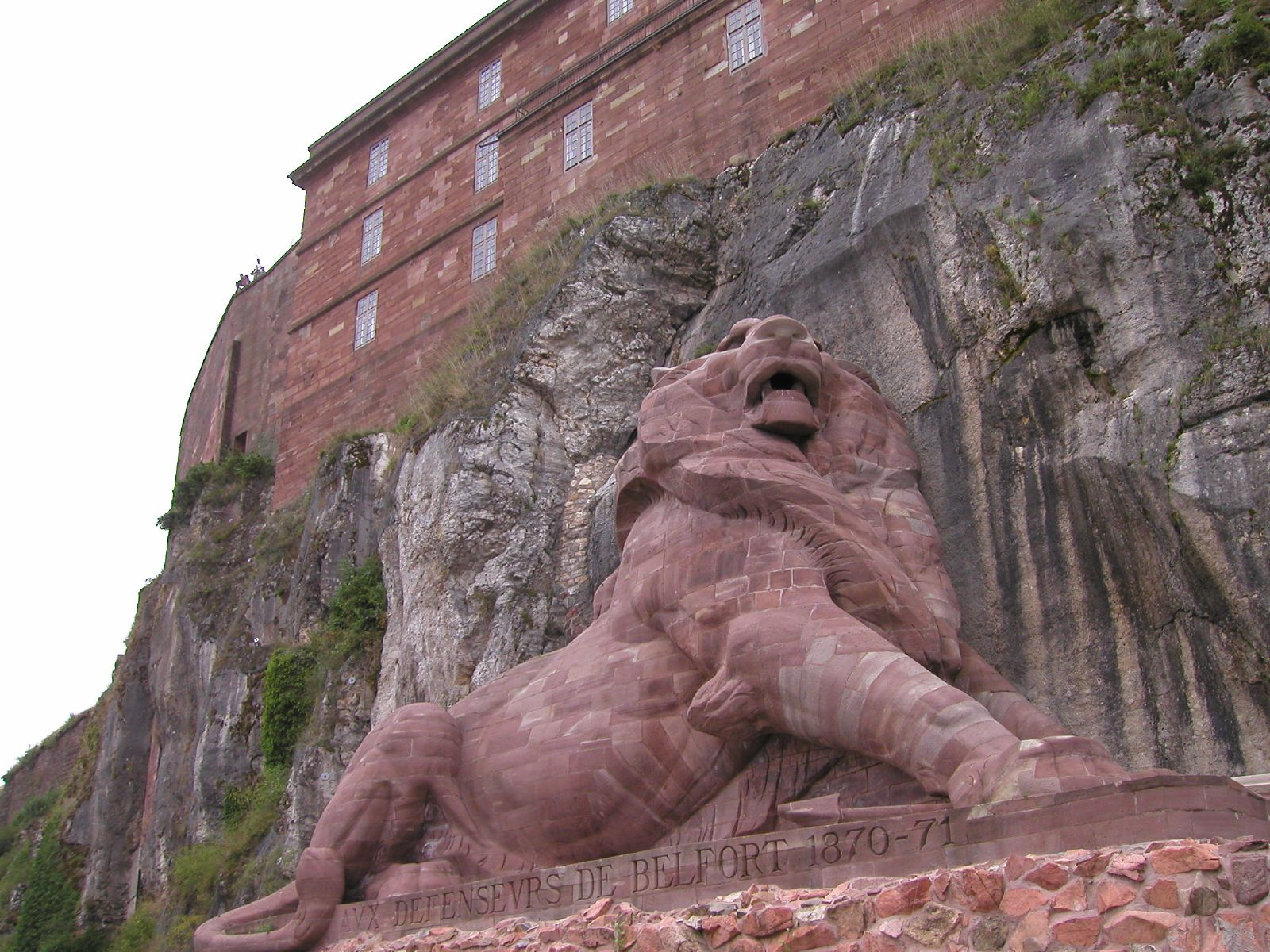
Citadelle et Lion de Belfort.

| N° | Monument                           | Commune      | Département                        | Région                     |
| -- | ---------------------------------- | ------------ | ---------------------------------- | -------------------------- |
| 1  | Citadelle et Lion de Belfort       | Belfort      | Territoire de Belfort              | Bourgogne-Franche-Comté    |
| 2  | Palais idéal du Facteur-Cheval     | Hauterives   | Drôme                              | Auvergne-Rhône-Alpes       |
| 3  | Temple Narassingua Peroumal        | Saint-Pierre | La Réunion                         | Outre-mer                  |
| 4  | Villa Cavrois                      | Croix        | Nord                               | Hauts-de-France            |
| 5  | Fort-la-Latte                      | Plévenon     | Côtes-d'Armor                      | Bretagne                   |
| 6  | Arsenal de Rochefort               | Rochefort    | Charente-Maritime                  | Nouvelle-Aquitaine         |
| 7  | Parc du haut-fourneau U4 d’Uckange | Uckange      | Moselle                            | Grand Est                  |
| 8  | Canal du Midi                      | Plusieurs    | Haute-Garonne, Tarn, Aude, Hérault | Occitanie                  |
| 9  | Château et jardins de Villandry    | Villandry    | Indre-et-Loire                     | Centre-Val de Loire        |
| 10 | Château de Brézé                   | Brézé        | Maine-et-Loire                     | Pays de la Loire           |
| 11 | Cathédrale Saint-Nicolas de Nice   | Nice         | Alpes-Maritimes                    | Provence-Alpes-Côte d'Azur |
| 12 | Sainte-Chapelle                    | Paris        | Paris                              | Île-de-France              |
| 13 | Château du Champ-de-Bataille       | Le Neubourg  | Eure                               | Normandie                  |
| 14 | Chapelle impériale du Palais Fesch | Ajaccio      | Corse-du-Sud                       | Corse                      |

## Saison 2021

### Principe
Pour la saison, les votes se font d'abord par région où trois monuments sont proposés pour chaque région. Puis le monument ayant reçu le plus de voix représente alors la région pour la grande finale.

### Classement final 2021
| N° | Monument                                           | Commune                          | Département        | Région                     |
| -- | -------------------------------------------------- | -------------------------------- | ------------------ | -------------------------- |
| 1  | Place Stanislas                                    | Nancy                            | Meurthe-et-Moselle | Grand Est                  |
| 2  | Château de Falaise                                 | Falaise                          | Calvados           | Normandie                  |
| 3  | Tours de La Rochelle                               | La Rochelle                      | Charente-Maritime  | Nouvelle-Aquitaine         |
| 4  | Pont-canal de Briare                               | Briare et Saint-Firmin-sur-Loire | Loiret             | Centre-Val de Loire        |
| 5  | Théâtre antique d'Orange                           | Orange                           | Vaucluse           | Provence-Alpes-Côte d'Azur |
| 6  | Hôtel-Dieu de Beaune                               | Beaune                           | Côte-d'Or          | Bourgogne-Franche-Comté    |
| 7  | Château de Pierrefonds                             | Pierrefonds                      | Oise               | Hauts-de-France            |
| 8  | Pont du Gard                                       | Vers-Pont-du-Gard                | Gard               | Occitanie                  |
| 9  | Rotonde ferroviaire de Chambéry                    | Chambéry                         | Savoie             | Auvergne-Rhône-Alpes       |
| 10 | Propriété Caillebotte                              | Yerres                           | Essonne            | Île-de-France              |
| 11 | Jardin de Balata                                   | Fort-de-France                   | Martinique         | Outre-mer                  |
| 12 | Remparts de Saint-Malo                             | Saint-Malo                       | Ille-et-Vilaine    | Bretagne                   |
| 13 | Citadelle de Bonifacio et Escalier du Roy d'Aragon | Bonifacio                        | Corse-du-Sud       | Corse                      |
| 14 | Passage Pommeraye                                  | Nantes                           | Loire-Atlantique   | Pays de la Loire           |

## Saison 2022

### Principe
Pour la saison, les votes se font d'abord par région où trois monuments sont proposés pour chaque région. Puis le monument ayant reçu le plus de voix représente alors la région pour la grande finale.
L'émission a été tournée dans le musée de Cluny, musée du moyen âge à Paris.

### Classement final 2022
| N° | Monument                                                      | Commune                | Département         | Région                     |
| -- | ------------------------------------------------------------- | ---------------------- | ------------------- | -------------------------- |
| 1  | Gare transatlantique de Cherbourg et Sous-Marin Le Redoutable | Cherbourg-en-Cotentin  | Manche              | Normandie                  |
| 2  | Ouvrage de Schœnenbourg                                       | Hunspach et Ingolsheim | Bas-Rhin            | Grand Est                  |
| 3  | Pont transbordeur de Rochefort                                | Rochefort et Échillais | Charente-Maritime   | Nouvelle-Aquitaine         |
| 4  | Rocher et Chapelle Saint-Michel d'Aiguilhe                    | Aiguilhe               | Haute-Loire         | Auvergne-Rhône-Alpes       |
| 5  | Centre historique minier de Lewarde                           | Lewarde                | Nord                | Hauts-de-France            |
| 6  | Abbaye de Fontenay                                            | Marmagne               | Côte-d'Or           | Bourgogne-Franche-Comté    |
| 7  | Synagogue de Carpentras                                       | Carpentras             | Vaucluse            | Provence-Alpes-Côte d'Azur |
| 8  | Chapelle de la Maison Saint-Yves                              | Saint-Brieuc           | Côtes-d'Armor       | Bretagne                   |
| 9  | Habitation Zévallos                                           | Le Moule               | Guadeloupe          | Outre-mer                  |
| 10 | Abbaye Saint-Martin-du-Canigou                                | Casteil                | Pyrénées-Orientales | Occitanie                  |
| 11 | Musée Robert-Tatin                                            | Cossé-le-Vivien        | Mayenne             | Pays de la Loire           |
| 12 | Château de Vaux-le-Vicomte                                    | Maincy                 | Seine-et-Marne      | Île-de-France              |
| 13 | Château d'Azay-le-Rideau                                      | Azay-le-Rideau         | Indre-et-Loire      | Centre-Val de Loire        |
| 14 | Site Préhistorique de Filitosa                                | Sollacaro              | Corse-du-Sud        | Corse                      |

## Saison 2023

### Principe
Pour la saison, les votes se font d'abord par région où trois monuments sont proposés pour chaque région. Puis le monument ayant reçu le plus de voix représente alors la région pour la grande finale.

### Classement final 2023
| N° | Monument                            | Commune           | Département       | Région                     |
| -- | ----------------------------------- | ----------------- | ----------------- | -------------------------- |
| 1  | Château fort de Sedan               | Sedan             | Ardennes          | Grand Est                  |
| 2  | Abbaye de Cluny                     | Cluny             | Saône-et-Loire    | Bourgogne-Franche-Comté    |
| 3  | Domaine de Chaalis                  | Fontaine-Chaalis  | Oise              | Hauts-de-France            |
| 4  | Haras national du Pin               | Le Pin-au-Haras   | Orne              | Normandie                  |
| 5  | Trois-Mâts Belem                    | Nantes            | Loire-Atlantique  | Pays de la Loire           |
| 6  | Basilique Notre-Dame de Fourvière   | Lyon              | Rhône             | Auvergne-Rhône-Alpes       |
| 7  | Phare de la Coubre                  | La Tremblade      | Charente-Maritime | Nouvelle-Aquitaine         |
| 8  | Sites antiques de Vaison-la-Romaine | Vaison-la-Romaine | Vaucluse          | Provence-Alpes-Côte d'Azur |
| 9  | Citadelle de Port-Louis             | Port-Louis        | Morbihan          | Bretagne                   |
| 10 | Place Nationale de Montauban        | Montauban         | Tarn-et-Garonne   | Occitanie                  |
| 11 | Château Royal de Blois              | Blois             | Loir-et-Cher      | Centre-Val de Loire        |
| 12 | Bibliothèque nationale de France    | Paris             | Paris             | Île-de-France              |
| 13 | Fort Saint-Louis                    | Fort-de-France    | Martinique        | Outre-mer                  |
| 14 | Citadelle d'Ajaccio                 | Ajaccio           | Corse-du-sud      | Corse                      |

## Saison 2024

### Principe
Pour la saison, les votes se font d'abord par région où trois monuments sont proposés pour chaque région. Puis le monument ayant reçu le plus de voix représente alors la région pour la grande finale.

### Classement final 2024
| N° | Monument                                 | Commune                      | Département       | Région                     |
| -- | ---------------------------------------- | ---------------------------- | ----------------- | -------------------------- |
| 1  | Circuit des 24 Heures du Mans            | Le Mans                      | Sarthe            | Pays-de-la-Loire           |
| 2  | Beffroi de Douai                         | Douai                        | Nord              | Hauts-de-France            |
| 3  | Domaine de Trévarez                      | Saint-Goazec                 | Finistère         | Bretagne                   |
| 4  | Sanctuaire du mont Saint-Odile           | Ottrott                      | Bas-Rhin          | Grand-Est                  |
| 5  | Fort Louvois                             | Bourcefranc-le-Chapus        | Charente-Maritime | Nouvelle-Aquitaine         |
| 6  | Villa et jardins Ephrussi de Rothschild  | Saint-Jean-Cap-Ferrat        | Alpes-Maritimes   | Provence-Alpes-Côte-d'Azur |
| 7  | Château Laurens                          | Agde                         | Hérault           | Occitanie                  |
| 8  | Saline Royale d'Arc-et-Senans            | Arc-et-Senans                | Doubs             | Bourgogne-Franche-Comté    |
| 9  | Château d'Eu - Musée Louis-Philippe      | Eu                           | Seine-Maritime    | Normandie                  |
| 10 | Château de Fontainebleau                 | Fontainebleau                | Seine-et-Marne    | Ile-de-France              |
| 11 | Site Le Corbusier Firminy-Vert           | Firminy                      | Loire             | Auvergne-Rhônes-Alpes      |
| 12 | Lazaret de la Grande Chaloupe            | La Possession et Saint-Denis | La Réunion        | Outre-mer                  |
| 13 | Prieuré Saint-Cosme - Demeure de Ronsard | La Riche                     | Indre-et-Loire    | Centre-Val de Loire        |
| 14 | Parc Saleccia                            | Monticello                   | Haute-Corse       | Corse                      |

## Saison 2025

### Principe
Pour la saison, les votes se font d'abord par région où deux monuments sont proposés pour chaque région. Puis le monument ayant reçu le plus de voix représente alors la région pour la grande finale.

### Finale 2025
| N° | Monument                        | Commune                           | Département        | Région                      |
| -- | ------------------------------- | --------------------------------- | ------------------ | --------------------------- |
|    | Viaduc de Garabit               | Ruynes-en-Margeride Val d'Arcomie | Cantal             | Auvergne-Rhône-Alpes        |
|    | Citadelle de Besançon           | Besançon                          | Doubs              | Bourgogne-Franche-Comté     |
|    | Pen Duick                       | Lorient                           | Morbihan           | Bretagne                    |
|    | Château de Chenonceau           | Chenonceaux                       | Indre-et-Loire     | Centre-Val de Loire         |
|    | Citadelle de Calvi              | Calvi                             | Haute-Corse        | Corse                       |
|    | Château d'Haroué                | Haroué                            | Meurthe-et-Moselle | Grand-Est                   |
|    | Jardin botanique de Valombreuse | Petit-Bourg                       | Guadeloupe         | Outre-mer                   |
|    | Château de Chantilly            | Chantilly                         | Oise               | Hauts-de-France             |
|    | Basilique de Saint-Denis        | Saint-Denis                       | Seine-Saint-Denis  | Ile-de-France               |
|    | Villa Les Rhumbs                | Granville                         | Manche             | Normandie                   |
|    | Phare de Cordouan               | Le Verdon-sur-Mer                 | Gironde            | Nouvelle-Aquitaine          |
|    | Place du Capitole               | Toulouse                          | Haute-Garonne      | Occitanie                   |
|    | Remparts de Guérande            | Guérande                          | Loire-Atlantique   | Pays de la Loire            |
|    | Amphithéâtre d'Arles            | Arles                             | Bouches-du-Rhône   | Provence-Alpes-Côtes d'Azur |